# Cuahuixtlahuac
Cuahuixtlahuac är en ort i Mexiko.   Den ligger i kommunen Zongolica och delstaten Veracruz, i den sydöstra delen av landet, 250 km öster om huvudstaden Mexico City. Cuahuixtlahuac ligger 465 meter över havet och antalet invånare är 323.
Terrängen runt Cuahuixtlahuac är bergig västerut, men österut är den kuperad. Cuahuixtlahuac ligger nere i en dal. Runt Cuahuixtlahuac är det ganska tätbefolkat, med 222 invånare per kvadratkilometer. Närmaste större samhälle är Cuichapa, 18,6 km norr om Cuahuixtlahuac. I omgivningarna runt Cuahuixtlahuac växer i huvudsak städsegrön lövskog.